# Gymnotettix occidentalis
Gymnotettix occidentalis är en insektsart som beskrevs av Bruner, L. 1901. Gymnotettix occidentalis ingår i släktet Gymnotettix och familjen Episactidae. Inga underarter finns listade i Catalogue of Life.